# Fleischerit
Fleischerit ist ein sehr selten vorkommendes Mineral aus der Mineralklasse der „Sulfate, einschließlich Selenate, Tellurate, Chromate, Molybdate und Wolframate“. Es kristallisiert im hexagonalen Kristallsystem mit der chemischen Formel Pb3Ge[(OH)6|(SO4)2]·3H2O, ist also chemisch gesehen ein wasserhaltiges Blei-Germanium-Sulfat mit zusätzlichen Hydroxidionen.
Fleischerit bildet prismatische bis faserige Kristalle bis zu 1,5 cm Länge, die typischerweise zu verrundeten, locker-verfilzten Aggregaten bis zu 4 cm Durchmesser zusammentreten können. Die Aggregate erscheinen makroskopisch seidig-weiß, während dichte Bündel, im Sonnenlicht auf Querbrüchen besehen, einen rosa Farbton erkennen lassen. Das Mineral bildete sich durch Alteration von germanium- und bleireichen Primärsulfiden.

## Etymologie und Geschichte
Proben des Minerals wurde 1957 von Professor Hugo Strunz in der Lagerstätte Tsumeb gesammelt. Noch im gleichen Jahre wurden erste chemische und optische Daten des neuen Minerals, das auch bei der Untersuchung von bestimmten Germaniummineralen wie z. B. Stottit beobachtet wurde, mitgeteilt.
Nach weiteren Untersuchungen veröffentlichten Clifford Frondel und Hugo Strunz die Erstbeschreibung des neuen Minerals im Neuen Jahrbuch für Mineralogie, Monatshefte. Sie benannten es zu Ehren des Chemikers und Mineralogen Michael Fleischer vom United States Geological Survey.
Typmaterial des Minerals wird an der Technischen Universität Berlin (Holotyp, Sammlungs-Nr. 57/1405 am Standort 23-3), an der École nationale supérieure des mines de Paris, Frankreich (Cotyp), und im zur Smithsonian Institution gehörenden National Museum of Natural History, Washington, D.C. (Katalog-Nr. 115310), aufbewahrt.

## Klassifikation
Bereits in der mittlerweile veralteten, aber noch gebräuchlichen 8. Auflage der Mineralsystematik nach Strunz gehörte der Fleischerit zur Mineralklasse der „Sulfate, Chromate, Molybdate, Wolframate“ und dort zur Abteilung der „Wasserfreie Sulfate, mit fremden Anionen“, wo er zusammen mit Despujolsit, Mallestigit und Schaurteit die Schaurteit-Gruppe mit der System-Nr. VI/D.11 bildete.
Die seit 2001 gültige und von der International Mineralogical Association (IMA) verwendete 9. Auflage der Strunz’schen Mineralsystematik ordnet den Fleischerit ebenfalls in die Abteilung der „Sulfate (Selenate usw.) mit zusätzlichen Anionen, mit H2O“ ein. Diese ist allerdings weiter unterteilt nach der relativen Größe der beteiligten Kationen, so dass das Mineral entsprechend seiner Zusammensetzung in der Unterabteilung „Mit großen und mittelgroßen Kationen“ zu finden ist, wo es ebenfalls zusammen mit Despujolsit, Mallestigit und Schaurteit die Fleischeritgruppe mit der System-Nr. 7.DF.25 bildet.
Die im englischen Sprachraum gebräuchliche Systematik der Minerale nach Dana ordnet den Fleischerit ebenfalls in die Klasse der „Sulfate, Chromate und Molybdate“ und dort in die Abteilung der „Hydratisierten Sulfate mit Hydroxyl oder Halogen“. Hier ist er zusammen mit Schaurteit, Despujolsit und Mallestigit in der Despujolsitgruppe mit der System-Nr. 31.07.06 innerhalb der Unterabteilung der „Wasserhaltigen Sulfate mit Hydroxyl oder Halogen mit (A+B2+)2(XO4)Zq • x(H2O)“ zu finden.

## Chemismus
Fleischerit hat (auf Basis von 11 Sauerstoffatomen pro Formel) die gemessene Zusammensetzung
Pb2,64(Ge0,93Ga0,09)Σ=1,02(SO4)1,88(OH)5,91·3,47H2O, was zu Pb3Ge(SO4)2(OH)6·3H2O idealisiert wurde und 15,36 % SO3, 64,23 % PbO, 10,04 % GeO2 und 10,37 % H2O erfordert.
Fleischerit ist das bleidominante Analogon zum calciumdominierten Schaurteit, Ca3Ge(SO4)2(OH)6·3H2O, und das Pb-Ge-dominante Analogon zum Ca-Mn-dominierten Despujolsit, Ca3Mn(SO4)2(OH)6·3H2O bzw. zum Ca-Sn-dominierten Genplesit, Ca3Sn(SO4)2(OH)6·3H2O. Obwohl Schaurteit und Fleischerit beide in der Lagerstätte Tsumeb vorkommen, ist keine Mischkristallbildung (Substitution zwischen Pb und Ca) für diese Minerale bekannt.

## Kristallstruktur
Fleischerit kristallisiert hexagonal in der Raumgruppe P62c (Raumgruppen-Nr. 190) mit den Gitterparametern a = 8,87 Å und c = 10,87 Å sowie zwei Formeleinheiten pro Elementarzelle.
Das Gerüst der Fleischerit-Struktur wird von zwei in Richtung der c-Achse übereinanderliegenden Ge(OH)6-Koordinationspolyedern gebildet, die durch Pb2+ zusammengehalten werden. Ge4+ umgibt sich in fast oktaedrischer Koordination mit Sauerstoffliganden. Die wahre Symmetrie des Polyeders weicht nur gering von der eines idealen Oktaeders ab und ist ein trigonales Trapezoeder. Blei ist 9-fach koordiniert, wobei acht Bindungen in die Ecken eines verzerrten tetragonalen Antiprismas weisen, welches von 4 OH−, 2 H2O sowie 2 Sauerstoffatomen aus den Sulfatgruppen gebildet wird. Pb wird über SO4-Gruppen verknüpft, die – im Unterschied zum Despujolsit – in c-Richtung [001] fehlgeordnet sind.
Despujolsit und Schaurteit sowie eventuell auch Mallestigit sind isotyp bzw. isostrukturell zu Fleischerit.

## Eigenschaften

### Morphologie
Fleischerit bildet langprismatische, nadelige Kriställchen, deren trachtbestimmenden Form das Prisma {1010} ist. Obwohl die Prismen an ihren Enden oft abgebrochen sind, lassen sich als Endflächen das Basispinakoid [0001] und/oder eine hexagonale Pyramide identifizieren. Ursprünglich wurde als maximale Länge der Fleischerit-Kristalle 0,5 mm und als Dicke 0,03 mm angegeben, heute sind aber Kristalle bis zu 1,5 cm Länge bekannt. So zeigt die wahrscheinlich weltbeste Stufe ein 3 cm großes, büscheliges Aggregat aus 1,5 cm langen, nadeligen Kristallen.

### Physikalische und chemische Eigenschaften
Die Farbe der Fleischeritkristalle ist weiß bis – im Sonnenlicht auf Querbrüchen – blassrosa. Infolge der hohen Dispersion können sie auch in verschiedenen anderen Farbtönen erscheinen. Je größer die Kristalle sind und je dichter sie miteinander verwachsen sind, desto intensiver wird die rosa bis rosenrote Färbung. Die Strichfarbe der Fleischeritkristalle ist dagegen immer weiß. Bei Bestrahlung mit Röntgenstrahlen erfolgt eine rasche Verfärbung nach rosaviolett, ohne dass sonstige Veränderungen erkennbar sind. Die Oberflächen der durchsichtigen Kristalle weisen einen glas- bis seidenartigen Glanz auf, was mit der relativ hohen Doppelbrechung des Minerals übereinstimmt. Im durchfallenden Licht ist Fleischerit farblos-durchsichtig.
An den Kristallen des Fleischerits wurde keine Spaltbarkeit festgestellt, Angaben zum Bruch fehlen. Das als spröde beschriebene Mineral weist eine Mohshärte von 2,5 bis 3 auf und gehört damit zu den weichen Mineralen, die sich etwas leichter als das Referenzmineral Calcit mit einer Kupfermünze ritzen lassen. Die gemessene Dichte für Fleischerit beträgt 4,2–4,4 g/cm³, die berechnete Dichte für das Mineral beträgt 4,59 g/cm³. Das Mineral ist deutlich piezoelektrisch.
Fleischerit wird bei längerem Pulverisieren im Achatmörser bei Luftzutritt oder durch Erhitzung auf ca. 200 °C unter Wasserverlust in Itoit überführt. Da Pseudomorphosen von Itoit nach Fleischerit existieren, findet diese Phasenumwandlung auch in der Natur statt. Obwohl die natürlich Pseudomorphosierung von Fleischerit durch Itoit und damit die Existenz von Itoit als eigenständiges Mineral angezweifelt wurde, gilt Itoit als gültiges Mineral im Sinne der IMA.
Bei optischen Bestimmungen mit Immersionsflüssigkeiten wird das Mineral nicht von Methylenjodid angegriffen, wohl aber sehr rasch von Flüssigkeiten von höherem Brechungsindex, sobald diese Arsenbromid enthalten.

## Bildung und Fundorte
Fleischerit entsteht als typische Sekundärbildung im Umfeld von germaniumhaltigen polymetallischen Erzlagerstätten. Blei und Germanium stammen dabei aus der Zersetzung ehemaliger sulfidischer Erzminerale. Beim ersten Fund sitzt das Mineral in einem verfilzten Aggregat von 4 cm Durchmesser zusammen mit Cerussit, kleinen Mimetesit-Kristallen und rußig aussehenden Tennantit-Körnchen auf einer Matrix aus angewittertem Tennantit. Der zweite Fund bestand aus feinen Fleischerit-Überzügen und -Anflügen auf einem Rasen von grünem Plumbojarosit und zahlreichen blass olivgrünen Mimetesit-Kriställchen, alles auf einer Matrix von Dolomit. Die wahrscheinlich beste Stufe zeigt ein etwa 3 cm großes, büscheliges Aggregat aus bis 1,5 cm langen Fleischeritkristallen. Weitere Begleitminerale sind Anglesit, Melanotekit, Kegelit, Alamosit, Itoit und germaniumreicher Plumbogummit. Itoit bildet feinkörnige Pseudomorphosen nach Fleischerit. Ein großer Teil des Fleischerits der Sammlungen ist fehlbestimmt und hat sich als Dundasit erwiesen.
Als sehr seltene Mineralbildung konnte Fleischerit bisher (Stand 2016) nur von zwei Fundpunkten beschrieben werden. Die Typlokalität des Fleischerits ist die erste Oxidationszone (wahrscheinlich eine der Sohlen 6 bis 8, die einer Teufe von 150 bis 200 m entsprechen) der weltberühmten Cu-Pb-Zn-Ag-Ge-Cd-Lagerstätte der „Tsumeb Mine“ (Tsumcorp Mine) in Tsumeb, Region Oshikoto, Namibia.
Als weltweit zweiter Fundort wurde die Antimon-Lagerstätte der „Llapa Llapa Mine“ in den bolivianischen Anden, Provinz Tomás Frías, Departamento Potosí, bekannt. Fleischerit fand sich hier in antimonmineralisierten Gängen in Schwarzschiefern zusammen mit Alunit, Jarosit und Despujolsit in den Räumen zwischen Quarzkörnern.

## Verwendung
Fleischerit ist aufgrund seiner Seltenheit ein bei Sammlern hochbegehrtes Mineral.